# Brun Candidus von Fulda
Brun Candidus (auch Bruun) (* ca. 770–780; † 845), Maler und Schriftsteller, war Priestermönch im Kloster Fulda, wo er als Urkundenschreiber 811 bis 813 mehrfach belegt ist. Er ist zum einen Verfasser zweier Abtsbiographien, der verlorenen Vita Abt Baugulfs von Fulda und der erhaltenen Vita Abt Eigils von Fulda, die er seinem Mitbruder Reccheo Modestus widmete (Weitere unter dem Namen Candidus überlieferte theologisch-philosophische Lehrschriften stammen dagegen von dem Alkuinschüler Candidus Wizo). Zum anderen ist er mit hoher Wahrscheinlichkeit ein Hauptmeister der Fuldaer Malschule des 9. Jahrhunderts (s. Karolingische Buchmalerei), der sich sowohl in der Buch- als auch in der Wandmalerei betätigte.

## Leben
Brun scheint etwas älter als Hrabanus Maurus gewesen zu sein und dürfte daher in den siebziger Jahren des 8. Jahrhunderts geboren sein. Nach eigener Angabe wurde er im Kloster erzogen, muss also als Oblate von seinen Eltern bereits als Kind dem Kloster übergeben worden sein, wo er auch den Namen Candidus erhielt. Dort muss er die Klosterschule durchlaufen haben und durch besondere Begabung aufgefallen sein. Deshalb wurde er von dem dritten Fuldaer Abt Ratgar, der sich im Rahmen der karolingischen Renaissance um die Hebung des Bildungsniveaus seines Klosters bemühte, zur Vervollständigung seiner Bildung an die Hofschule zu einer der vielseitigsten Figuren am Hof Karls des Großen, dem Leiter der Hofwerkstätten und späteren Kaiserbiografen Einhard, gesandt. Von 811 bis 813 ist er als Urkundenschreiber belegt. Auch ein Codex der Benediktsregel (Würzburg, Universitätsbibl., M.p.th.q.22) in insularer Minuskel mit dem Kolophon eines Bruun monachus (fol. 57 r) stammt möglicherweise von seiner Hand. Zu einem unbekannten Zeitpunkt wurde er zum Priester geweiht. Innerhalb der Klosterhierarchie zählte Brun Candidus seither als einer der Gebildetsten und Einhardschüler zur engsten Führungsschicht, denn er nennt sich magister, was eine Rangbezeichnung zu sein scheint, die nicht notwendig eine Lehrtätigkeit einschließt, und leitete zuletzt eines der sogenannten officia, d. h. ein Zentrum der Wirtschaftsverwaltung außerhalb des Hauptklosters. Er mag dort auch eine der Fuldaer scholae exteriores, Schulen für Nichtangehörige des Konvents, geleitet haben. Zumindest fortgeschrittene Schüler hatte er jedoch nicht, klagt er doch in der Vorrede, er habe niemanden, mit dem er über theologische Themen diskutieren könne. Außerdem verfügte er nach eigenen Angaben über enge persönliche Kontakte zu Eigil und Hrabanus Maurus, von dem er zur Abfassung der Vita Abt Eigils angeregt worden war. In der Krisensituation von 817, die zum Sturz Abt Ratgars führte, spielte er trotz der scharfen Kritik, die er später in seiner Vita Abt Eigils an Ratgars Amtsführung übte, offenbar eine Vermittlerrolle, denn er scheint es gewesen sein, der die aus dem Kloster geflohenen Brüder zur Rückkehr veranlasste. Möglicherweise spekulierte er zur Zeit der Abfassung dieser Biografie auf die Nachfolge seines Abtes Hrabanus Maurus, dessen Stellung durch seine Parteinahme im Streit zwischen den Söhnen Ludwigs des Frommen zugunsten des erstgeborenen Kaisers Lothar I. und gegen Ludwig den Deutschen, in dessen Machtbereich das Kloster Fulda lag, immer unhaltbarer wurde. Doch setzte sich als Nachfolger Hatto durch. Zu 845 erscheint Bruns Name in den Fuldaer Totenannalen.

## Werk

### Brun Candidus als Schriftsteller und Buchmaler: Die Vita Abt Eigils, ein vom Autor illustriertes Opus geminum
Die Vita Abt Eigils, als vierter Fuldaer Abt Nachfolger des 817 aufgrund schwerwiegender Zerwürfnisse mit dem Fuldaer Konvent abgesetzten Ratgar und Vorgänger des berühmten Hrabanus Maurus, ist ein literarisches Monument von erheblicher historischer und literaturgeschichtlicher Bedeutung. Sie ist zum einen eine der wichtigsten Quellen zur Geschichte Fuldas im Zeitalter der sogenannten anianischen Klosterreform, die im Auftrag Kaiser Ludwigs des Frommen von Benedikt von Aniane mit dem Ziel der reichsweiten Vereinheitlichung der Mönchsregeln und monastischen Consuetudines, den ergänzenden Bestimmungen, vorangetrieben wurde. Zum anderen ist sie ein hochinteressantes literarisches Monument der karolingischen Renaissance, das höchsten formalen und stilistischen Anforderungen genügen sollte. Formgeschichtlich handelt es sich um ein sogenanntes Opus geminum, d. h. ein Werk, das denselben Stoff doppelt, einmal in Prosa, einmal in Versen, abhandelt. Darüber hinaus hat Brun Candidus das zweite, in Hexametern verfasste Buch der Vita Aegil abbatis Fuldensis mit einem Bildzyklus ausgestattet. Damit ist sie die älteste bekannte illustrierte Biographie. Dieses allein erhaltene Werk stellt noch in manch anderer Hinsicht ein Formexperiment dar, denn es integriert zwei Kaiserreden, eine Erzbischofsrede (Buch I), Weihenotizen in Prosa sowie Altartituli und Epitaphien in Distichen sowie Versifikationen des Te Deum in Hexametern und des Gloria in Terentianeen (Buch II). Widmungsbrief, Kapitelverzeichnis und ein Widmungsgedicht in dem erlesenen Versmaß des Terentianeus markieren den Anspruch des Autors. Dieser beruft sich auf kein geringeres Vorbild als den Figurengedicht-Zyklus zum Lob des heiligen Kreuzes De laudibus sanctae crucis des Hrabanus Maurus, das wohl ambitionierteste Werk der ganzen Epoche, das ebenfalls in Prosa und Vers abgefasst ist und bei dem Zahlensymbolik und biblische Allegorien eine ähnlich wichtige Rolle spielen. Allerdings ist die Vita Eigils nicht als Figurengedicht angelegt, sondern begnügt sich mit textbegleitender Illustration. Von architekturhistorischem Interesse ist eines der ersten bekannten Beispiele für die Auslegung der Bausymbolik einer Kirche, der Michaelskirche in Fulda, das sich in Buch I findet. Der über einer Krypta mit Mittelsäule auf acht Säulen errichtete Gewölbezentralbau wird als Abbild der von Christus (Mittelsäule) begonnenen, durch die von ihm gestiftete Kirche (acht Säulen) weitergeführten und bei seiner Wiederkunft dereinst zu vollendenden (Schlussstein) Heilsgeschichte gedeutet. Die Achtzahl ist Zeichen der Auferstehung, die Ringform Zeichen der Ewigkeit. Von historischem Interesse ist der in Buch I ausführlich und lebendig dargestellte Streit um die Wahl des Nachfolgers des gestürzten Abtes Ratgar. Brun Candidus zeigt zum einen ein durch die Reformgeschichte geschärftes Bewusstsein für historische Veränderungen, zum anderen eine in dieser Zeit ungewöhnliche Selbstreflexivität von hohem Niveau. Seine Kritik an Abt Ratgar und am Verhalten vieler seiner Mitbrüder während der Auseinandersetzung rechtfertigt er anhand biblischer Beispiele gegenüber dem denkbaren Vorwurf, es handle sich um eine Schmähung, mit dem Hinweis auf die Bedeutung der Konfrontation mit den eigenen Verfehlungen für die Erlangung des Seelenheils durch Reue und Umkehr. Die Vita versteht sich als Abts- und als Klosterspiegel. Dabei herrscht in Buch I, der Prosafassung, die moralische, in Buch II, der Versfassung, die heilsgeschichtliche Ausdeutung des Geschehens vor, worin der Sinn der Doppelform zu erblicken ist. Die einzige Handschrift ist bei der Zerstörung der Fuldaer Bibliothek im Dreißigjährigen Krieg vernichtet worden, so dass nur der Erstdruck der Vita durch den Jesuiten Christoph Brouwer in seinen Sidera illustrium et sanctorum virorum (Albinus, Mainz 1616) den Text vor dem Untergang bewahrt hat. Brouwer hat auch in seinen Antiquitatum Fuldensium libri IV (Plantinus Moretus, Antwerpen 1612) drei der Abbildungen durch Kupferstichreproduktionen überliefert, nämlich das Dedikationsbild am Beginn des Liber II mit der Übergabe des aufgeschlagenen Buches an den Mitbruder Modestus, ferner die Illustration zu Kapitel 5 mit der auf Psalm 21 rekurrierenden allegorischen Darstellung Abt Ratgars als Einhorn, einer der frühesten Darstellungen dieses Tieres, und schließlich die Illustration zu Kapitel 8 mit der Rückkehr der Gesandtschaft vom Hofe Kaiser Ludwigs des Frommen, die den Brüdern dessen Genehmigung zur Abtswahl überbringt. Außer den drei von Brouwer in den Antiquitatum Fuldensium libri IV reproduzierten Illustrationen muss es seinen Ausführungen zufolge etliche weitere in der Handschrift gegeben haben, die den „Abschnitten und Altartituli“ (lemmata et tituli) des in Versen abgefassten Liber II zugeordnet waren, jedoch „zumeist unvollendet geblieben oder nicht einmal begonnen worden waren“ (pleraque impolita mansere, aut ne inchoata quidem). Der Zyklus war also unvollendet geblieben, für die vorgesehenen Bilder muss aber, soweit sie unausgeführt blieben, in der Handschrift durch entsprechende Abstände Raum geschaffen worden sein.

### Brun Candidus als Kirchenmaler und Hauptmeister der Fuldaer Malschule: Die Wandmalerei in der Westapsis von St. Salvator
Candidus war zur Vervollkommnung seiner Ausbildung von Abt Ratgar einst zu dem Biographen Karls des Großen Einhard gesandt worden, der als Leiter der kaiserlichen Werkstätten auch in künstlerischen Belangen über große Kompetenz verfügte. Ob dies auch praktische Fähigkeiten in der Malkunst mit einschloss, ist zwar nicht bekannt, aber mit Sicherheit besaß er umfangreiche Kenntnisse in Ikonographie und Ornamentik, welche für die künstlerische Produktion nach den neuen Standards der karolingischen Renaissance die unverzichtbare Grundlage darstellten. Im Titulus zu Kapitel 18 des Liber II seiner Vita Aegil abbatis Fuldensis bezeichnet sich Brun Candidus selbst gleichrangig als Maler und Dichter (Supplicatio pictoris et poetae). Er bittet hier um Gebetshilfe des Lesers, den er unmittelbar zuvor in einer von den üblichen Bescheidenheitstopoi strotzenden Sphragis darauf aufmerksam gemacht hat, dass niemand anderes als er es gewesen sei, der die Apsis des Westchors der am 1. November 819, dem Allerheiligenfest, geweihten sogenannten Ratgar-Basilika, St. Salvator, ausgemalt habe. Dies war, da sich dort das Bonifatiusgrab und damit das wichtigste Kultzentrum der Kirche befand, zweifellos ein äußerst prominenter Auftrag im Bereich der im Zeitalter der karolingischen Renaissance wieder aufblühenden Kirchenmalerei. Wahrscheinlich entsprach dieses Apsisgemälde ikonographisch dem zum Fest Allerheiligen in den Fuldaer Sakramentaren des 10. Jahrhunderts überlieferten Bildtypus, einer Anbetung des Lammes durch die himmlischen Heerscharen, deren unterste Reihe die Mönche einnehmen. Für diese ottonischen Sakramentare können karolingische Vorbilder vermutet werden, die ihrerseits wieder auf die prominente Apsismalerei zurückgingen. Brun Candidus muss daher der oder zumindest einer der Hauptmeister der Fuldaer Malschule des 9. Jahrhunderts gewesen sein, die durch hervorragende Werke der Buchmalerei, vor allem Evangeliare und Exemplare von De laudibus sanctae crucis des Hrabanus Maurus, sowie spärliche Reste von Wandmalerei bezeugt wird, und gehört somit zu den wenigen namentlich bekannten Künstlerpersönlichkeiten des Frühmittelalters.